# Sport en Turquie
 (12 juillet 2020).
 (octobre 2024).
La mise en forme du texte ne suit pas les recommandations de Wikipédia : il faut le « wikifier ».
Les points d'amélioration suivants sont les cas les plus fréquents. Le détail des points à revoir est peut-être précisé sur la page de discussion.
- Les titres sont pré-formatés par le logiciel. Ils ne sont ni en capitales, ni en gras.
- Le texte ne doit pas être écrit en capitales (les noms de famille non plus), ni en gras, ni en italique, ni en « petit »…
- Le gras n'est utilisé que pour surligner le titre de l'article dans l'introduction, une seule fois.
- L'italique est rarement utilisé : mots en langue étrangère, titres d'œuvres, noms de bateaux, etc.
- Les citations ne sont pas en italique mais en corps de texte normal. Elles sont entourées par des guillemets français : « et ».
- Les listes à puces sont à éviter, des paragraphes rédigés étant largement préférés. Les tableaux sont à réserver à la présentation de données structurées (résultats, etc.).
- Les appels de note de bas de page (petits chiffres en exposant, introduits par l'outil «  Source ») sont à placer entre la fin de phrase et le point final[comme ça].
- Les liens internes (vers d'autres articles de Wikipédia) sont à choisir avec parcimonie. Créez des liens vers des articles approfondissant le sujet. Les termes génériques sans rapport avec le sujet sont à éviter, ainsi que les répétitions de liens vers un même terme.
- Les liens externes sont à placer uniquement dans une section « Liens externes », à la fin de l'article. Ces liens sont à choisir avec parcimonie suivant les règles définies. Si un lien sert de source à l'article, son insertion dans le texte est à faire par les notes de bas de page.
- La présentation des références doit suivre les conventions bibliographiques. Il est recommandé d'utiliser les modèles {{Ouvrage}}, {{Chapitre}}, {{Article}}, {{Lien web}} et/ou {{Bibliographie}}. Le mode d'édition visuel peut mettre en forme automatiquement les références.
- Insérer une infobox (cadre d'informations à droite) n'est pas obligatoire pour parachever la mise en page.

Pour une aide détaillée, merci de consulter Aide:Wikification.
Si vous pensez que ces points ont été résolus, vous pouvez retirer ce bandeau et améliorer la mise en forme d'un autre article.

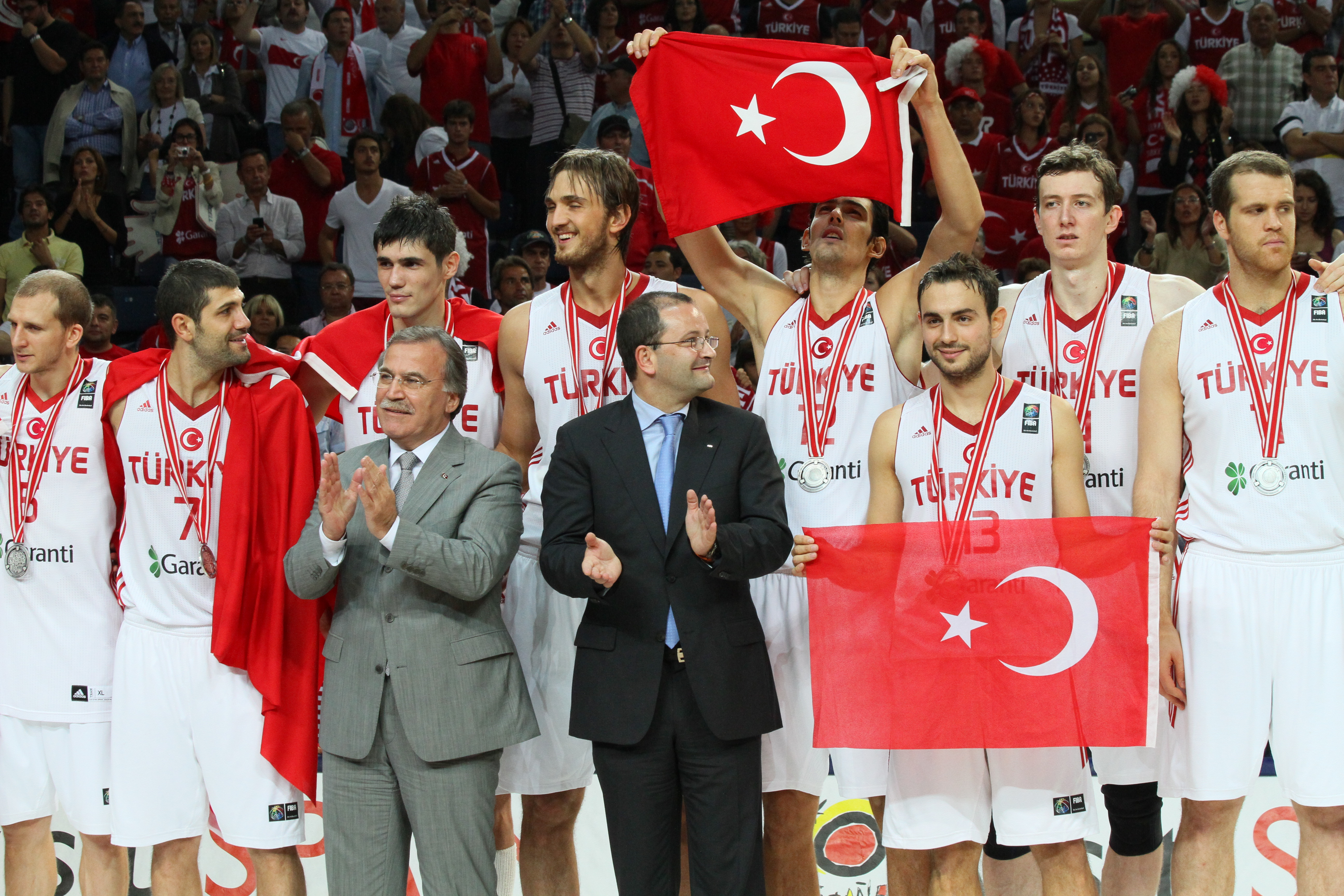
La sélection nationale de Turquie recevant la médaille d'argent lors du championnat du monde de basket-ball en 2010.

Le Sport en Turquie est un des piliers de la vie du pays. D'ailleurs, l'État est un des rares dans le monde à disposer d'un article consacré au sport dans sa Constitution[réf. nécessaire] puisque l'article 59 prévoit que : « L'État prend les mesures propres à améliorer la santé physique et mentale des citoyens turcs de tout âge et encourage l'extension de la pratique du sport par les masses. L'État protège les sportifs méritants ». Bien que majoritairement localisée géographiquement en Asie, la Turquie a souhaité être rattachée sportivement à l'Europe, notamment pour des raisons plus commerciales et économiques. Par exemple, c'est en 1962 que son équipe de football intègre officiellement l'UEFA.

## La place du sport en Turquie
Historiquement, le développement sportif a été lié à la modernisation de l'État turc et, avant lui, de l'Empire. En 1868, le Sultan Abdulaziz crée le Lycée de Galatasaray pour "former l'élite" et le sport y trouve immédiatement une place particulière. Il est ainsi le premier établissement à disposer d'un gymnase en 1869. Mais surtout, il a permis l'émergence des premières grandes équipes du pays, avec notamment la création du club de football de Galatasaray en 1905, qui deviendra par la suite un club omnisports important en Turquie.
Dès lors, le sport est fortement soutenu par l'État et les clubs reçoivent des subventions publiques pour favoriser leur développement et permettre le rayonnement du pays à l'international. Depuis 1938, l'activité sportive est chapeautée par le Directorat général de la jeunesse et des sports, une entité rattachée au Premier ministre. Son action se décline localement avec des antennes dans 81 provinces et environ 6 500 fonctionnaires travaillant à la vie sportive du pays et de ses 37 fédérations.

## Installations sportives
Sur les 2 574 infrastructures sportives recensées au début des années 2000, 261 étaient possédées par des entreprises privées. L'État a ainsi grandement investi dans la construction d'installations sportives avant que le sponsoring nee vienne prendre le relais ces dernières années.
Cette politique publique est d'ailleurs toujours de mise, notamment à Istanbul, ville nommée capitale européenne des sports en 2012. Pour remplir le défi représenté par l'organisation de grands évènements tels que la finale de la Coupe de l'UEFA 2009 ou les Championnats du monde de basketball 2010, le gouvernement turc a largement contribué financièrement à la sortie de terre d'enceintes modernes. La dynamique s'est poursuivie avec la construction du stade Kadir Has (2009), de la Turk Telekom Arena (2011), du stade Fatih-Terim (2014), de la Vodafone Arena (2016) ou encore de l'Akyazi Arena (2016),.
Toujours dans cette logique, le Président Erdogan a annoncé en 2017 sa volonté de voir se construire dans les années à venir à Ankara, une enceinte de 40 000 places permettant d'accueillir des grandes compétitions.

## Disciplines

### Athlétisme
La pratique de l'athlétisme en Turquie est très ancienne. Le premier championnat national a ainsi eu lieu en 1924.
En 2012, la ville d'Istanbul a accueilli les 14èmes Championnats du monde en salle d'athlétisme.
Lors des Championnats du monde 2017 à Londres, un contingent de 27 athlètes turcs a concouru. Parmi eux, la jeune lanceuse de javelot Eda Tuğsuz, titrée aux Jeux de la solidarité islamique de Bakou.

### Basketball
Des mots du secrétaire général de la fédération, Serbülent Sengun, le basketball "est le deuxième sport le plus populaire après le football" avec environ 250 000 licenciés. Ce succès populaire s'est aussi traduit par l'accueil de grandes compétitions : le Final Four de l'Euroligue et l'Euro 2017.
Les principaux clubs se trouvent à Istanbul et les quatre grands que sont l'Efes Istanbul, Galatasaray, Fenerbahçe et le Besiktas, dominent le championnat national. Fenerbahçe est également devenu le premier club turc vainqueur de l'Euroligue en 2017.
La sélection nationale masculine a aussi brillé lors des joutes internationales. En 2001, l'équipe turque obtient la médaille d'argent au Championnat d'Europe alors disputé en Turquie. Puis, lors du mondial 2010, les Turcs échouent en finale face aux États-Unis et finissent la compétition à la 2e place.

### Boxe
Le premier club de boxe turc a été établi en 1919 à Istanbul (alors Constantinople).
À la suite d'une décision de l'Union internationale de boxe, la Turquie accueillera le Championnat du monde féminin en 2019.

### Cyclisme
Créé en 1963 sous l'appellation "Tour de Marmara", le Tour de Turquie est devenu le "Tour présidentiel de Turquie" en 1965. En 2006 il intègre le calendrier UCI et deux ans plus tard est revalorisé, lui permettant d'accueillir des formations plus prestigieuses. En 2009, le Tour de Turquie est ainsi remporté par Daryl Impey (Barloworld) alors que Giovanni Visconti (ISD-Neri) remporte l'édition 2010.
Le Président de l'UCI, Brian Cookson, a indiqué vouloir intégrer le Tour présidentiel de Turquie parmi les courses de premier plan dans les saisons à venir.

### Football
Le football a été implanté dans l'empire ottoman au début du XXe siècle par des sportifs issus des minorités, les Turcs n'étant pas autorisés à y jouer.
Assurément la discipline la plus pratiquée en Turquie, le football bénéficie d'une grande popularité dans le pays. Il existe un véritable engouement, une ferveur certaine entourant les clubs turcs et leurs supporters sont parmi les plus passionnés du monde. L'ambiance du football turque est ainsi vantée bien au-delà des frontières du pays. Cette attractivité du championnat national s'est traduite par l'explosion des droits télévisés, s'établissant à plus de 550 millions d'euros annuels sur la période 2017-2022.
Le championnat turc est dominé par les clubs stambouliotes. Galatasaray est à ce jour l'équipe la plus titrée avec 22 championnats à son palmarès contre 19 pour Fenerbahçe et 15 pour Besiktas. Galatasaray est également la seule équipe turque ayant remporté une coupe d'Europe : en 2000, la formation est venue à bout d'Arsenal en finale de Coupe de l'UEFA.
La sélection nationale, quant à elle, a atteint la troisième place lors de la Coupe du Monde 2002 en Corée du Sud et au Japon après avoir atteint les demi-finales de la compétition. Les Turcs se sont également hissés dans le dernier carré de l'Euro 2008.
Enfin, la Turquie s'est également faite une place de choix dans le football européen en accueillant deux sommets continentaux. En 2005, la finale de Ligue des Champions a ainsi été organisée en Turquie, avant que celle de la Ligue Europa ne le soit quatre ans plus tard, en 2009. La fédération turque s'est également positionnée pour l'accueil de l'Euro 2024, sans succès.

### Golf
La Turquie est l'hôte du tournoi Turkish Airlines Open, figurant au calendrier de l'European Tour. Celui-ci est disputé au Regnum Carya Golf d'Antalya.

### Gymnastique
Parmi les gymnastes turcs les plus en vue, Ibrahim Colak a remporté l'argent lors des championnats d'Europe 2018.
Lors des mondiaux de gymnastique de Melbourne en 2019, Amhet Onder a décroché la médaille d'argent aux barres parallèles et Feraht Arican la médaille de bronze.

### Haltérophilie
Sport majeur en Turquie et lui valant de nombreux succès, l'haltérophilie turque a connu plusieurs champions d'importance. Le plus connu, Naim Süleymanoglu, fut trois fois médaillé d'or olympique entre 1988 et 1996 et détenteur de 46 records du monde. Il a même été le premier athlète à remporter trois fois d'affilée le titre olympique dans cette discipline. Il a ouvert la voie à d'autres champions comme Halil Mutlu, cinq fois champions du monde depuis 1994, six fois titré sur la scène européenne et, lui aussi, trois fois champion olympique entre 1996 et 2004.
Chez les femmes, le premier titre est venu de Nurcan Taylan, également, un temps, détentrice du record du monde dans la catégorie des 48 kilos. Par la suite, elle a purgé une sanction après avoir été contrôlée positive aux tests antidopage. Aujourd'hui, la meilleure représentante turque s'appelle Saziye Erdogan et a remporté en 2019 la médaille d'or européenne à l'épreuve de l'arraché.

### Handball

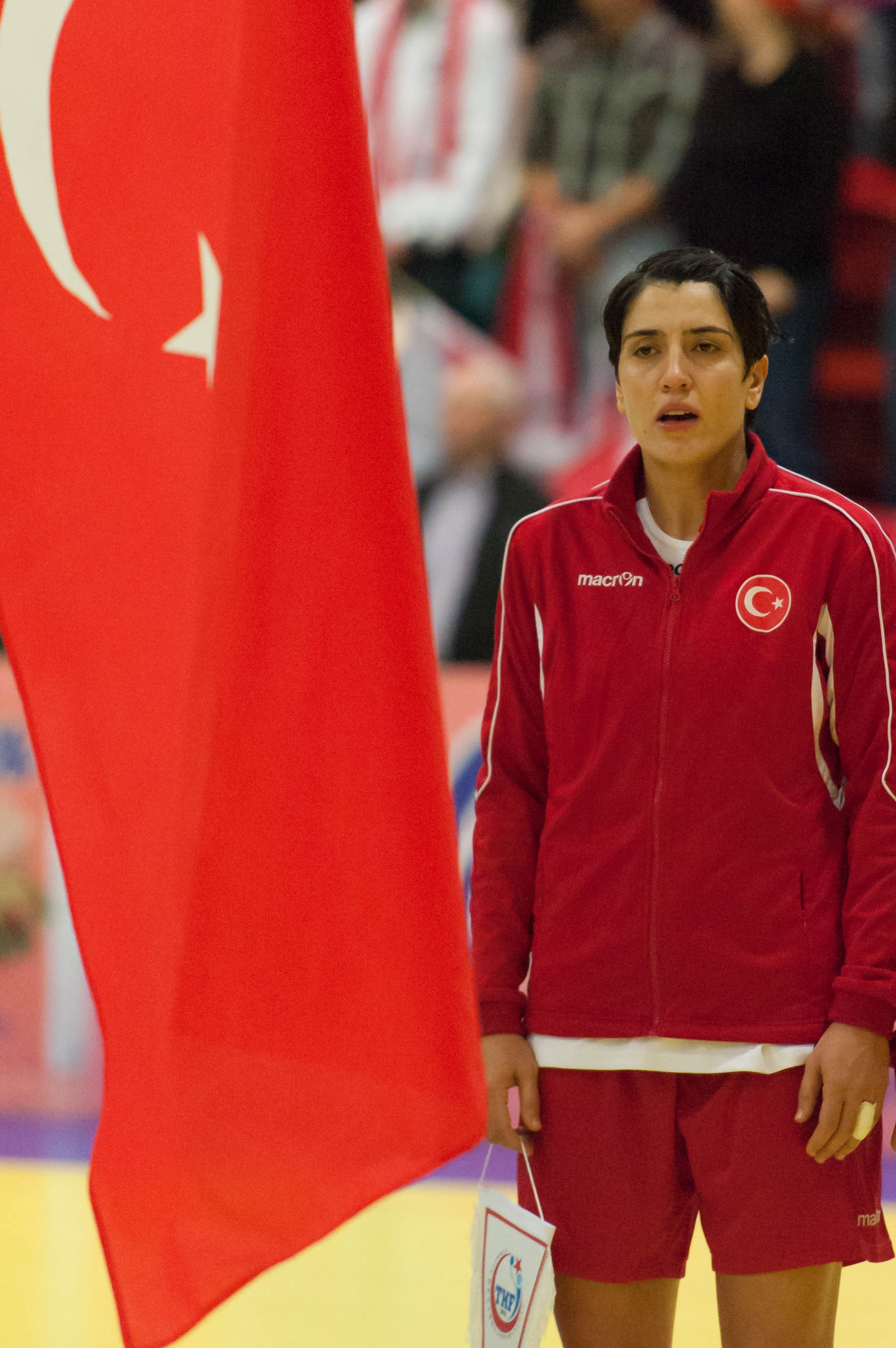
La handballeuse Yeliz Özel, l'une des meilleure du pays.

Le handball en Turquie a été joué pour la première fois à Istanbul en 1927. En 1942, des tournois régionaux ont eu lieu à Istanbul. Le premier tournoi national en Turquie a eu lieu en 1945 avec la participation de 4 équipes. La fédération turque de handball a été créée en 1976 et le championnat national existe depuis 1979, aussi bien chez les femmes que chez les hommes.
Les équipes nationales féminine et masculine n'ont participé à aucune phase finale d'une compétition internationale majeure. Ces sélections participent toutefois régulièrement aux Jeux méditerranéens avec deux médailles remportées, une d'argent par les femmes en 2009 et une de bronze par les hommes en 2013.

### Judo
La Turquie a compté dans ses rangs plusieurs judokas régulièrement titrés lors des échéances internationales. Selim Tataroglu a ainsi été sacré champion d'Europe dans la catégorie poids lourds à quatre reprises et fut également quatre fois champion du monde. Il représenta la Turquie lors de trois éditions des Jeux Olympiques et finit à la 5e place lors des Jeux de Sydney en 2000.
Huseyin Ozkan a lui remporté l'or olympique lors des JO de Sydney, après avoir été sacré champion d'Europe trois ans plus tôt.
La Turquie est également devenue une place forte de la discipline. Le pays a accueilli les Championnats d'Europe de Judo en 2011 et le tournoi d'Istanbul s'est installé dans le calendrier mondial,.

### Lutte
La Turquie entretient une longue tradition sportive avec la lutte. Il n'est donc pas rare de voir des athlètes du pays triompher lors des rencontres de lutte libre ou gréco-romaine, sport ayant rapporté à la Turquie son plus grand nombre de médailles olympiques. La lutte gréco-romaine a fait son entrée dans le pays en 1903, date à laquelle une section est créée au sein du club stambouliote de Besiktas.
Mais l'histoire de la lutte en Turquie est beaucoup plus ancienne. Sport traditionnel du pays depuis 1361, la lutte turque est une institution. Elle oppose des athlètes appelés "pehlivan" ("héros"), combattant le corps enduit d'huile d'olive lors des nombreuses représentations ayant lieu dans le pays. Chaque année, le festival de Kirpinar à Edirne constitue le moment fort de la lutte turque et permet de désigner le champion de l'année.
Le 16 novembre 2010, L'UNESCO a reconnu cette pratique comme faisant partie du patrimoine culturel immatériel de l'humanité.

### Natation
Istanbul a accueilli deux grandes compétitions : les championnats d'Europe en petit bassin en 2009 et les championnats du monde en petit bassin en 2012,.

### Sports mécaniques
Si la Formule 1 a fait étape en Turquie entre 2005 et 2011, les pilotes n'ont plus emprunté le circuit de l'Istanbul Park depuis lors à l'exception de 2020 et 2021 ajoutés dans le contexte de l'épidémie de COVID-19 et de la suppression d'autres grand-prix initialement prévus. Cependant, la direction de la F1 envisagerait sérieusement un retour du grand prix d'Istanbul dans les prochaines années.
En WRC, la Turquie accueille un rallye depuis 2003. Initialement établi du côté d'Antalya, celui-ci se déroule aujourd'hui près d'Istanbul. Un temps sorti du calendrier annuel, le rallye a fait son retour en 2018.

### Taekwondo
Le taekwondo fait également partie des sports qui comptent en Turquie. Servet Tazegül est ainsi monté sur la première marche du podium lors des Jeux Olympiques de Londres en 2012 et compte à son actif, cinq titres européens et deux sacres mondiaux dans la catégorie des moins de 68 kilos. Chez les femmes, Irem Yaman a remporté le titre de championne du monde des moins de 62 kilos en 2015.

### Tennis
Deux tournois majeurs du circuit mondial sont organisés en Turquie. Chez les hommes, Antalya accueille un tournoi ATP 250 disputé sur gazon et Istanbul un tournoi ATP 250 joué sur la terre battue du complexe Koza World of Sports (disposant notamment d'un court central d'une capacité de 7 500 places),.
Chez les femmes, le tournoi d'Istanbul est aussi une date clé du calendrier WTA. En 2016, il a été remporté par la joueuse turque Cagla Buyukakcay.

### Volleyball
Les clubs féminins de volleyball figurent régulièrement au palmarès des compétitions internationales. L'équipe de Vakifbank a ainsi remporté le Championnat du monde des clubs en 2013, 2017 et 2018. Le club d’Eczacibasi VitrA Istanbul a lui remporté les éditions 2015 et 2016 de cette même compétition, se contentant du bronze en 2018.
Chez les hommes, la meilleure performance récente est celle du club de Halbank Ankara, finaliste de la Ligue des Champions 2014 dont le final four était organisé à Ankara.
En ce qui concerne les sélections nationales, l'équipe féminine de Turquie s'est illustrée en remportant la Ligue européenne en 2014.

## Jeux olympiques
La première participation de la Turquie aux Jeux Olympiques remonte à l'édition de 1908 à Londres. Aleko Mulos, un gymnaste, a ainsi été le premier Turc participant aux JO. Depuis, la Turquie n'a manqué que trois éditions : celles d'Anvers en 1920, Los Angeles en 1932 et Moscou en 1980.
Le palmarès turc s'est débloqué en 1936 à l'occasion des Jeux Olympiques de Berlin. La Turquie a ensuite glané 86 médailles, 38 en or, 25 en argent et 23 en bronze. L'édition la plus prolifique en termes de médailles fut celle de 1948, voyant la délégation turque repartir de Londres avec 12 podiums.
Lors des derniers Jeux d'été, le bilan de la Turquie est le suivant :
- Sydney 2000 : 3 médailles d'or et 2 de bronze
- Athènes 2004 : 3 médailles d'or, 3 d'argent et 5 de bronze
- Pékin 2008 : 1 médaille d'or, 1 d'argent et 3 de bronze
- Londres 2012 : 1 médaille d'or, 1 d'argent et 1 de bronze
- Rio de Janeiro 2016 : 1 médaille d'or, 3 d'argent et 4 de bronze[42]

Après une candidature infructueuse pour l'organisation des Jeux Olympiques de 2020, soldée par un échec face au Japon en 2013, la Turquie ambitionne de se positionner sur l'accueil des JO d'hiver de 2026. L'État turc envisage ainsi de recevoir l'évènement à Erzurum.